# Chaetodon dialeucos
Espèce
Statut de conservation UICN

 LC  : Préoccupation mineure
Chaetodon dialeucos est une espèce de poissons appartenant à l'ordre des Perciformes et à la famille des Chaetodontidae.

## Répartition
Cette espèce vit dans le golfe d'Oman.

## Référence
- Salm & Mee : Chaetodon dialeucos sp. nov. A new species of shallow water butterflyfish from the northwest Indian Ocean. Freshwater and Marine Aquarium, 12-3 p. 8–11, 131.